# Issues (album Korn)
Issues – czwarty album studyjny amerykańskiej grupy nu-metalowej Korn z 1999 roku. Była drugą co do najlepiej sprzedających się płyt zespołu. Premiera odbyła się na koncercie w nowojorskim klubie Apollo. Światowa premiera utworu „Falling Away From Me” miała miejsce w serialu South Park w odcinku, w którym zespół użyczył swoich głosów („Korn's Groovy Pirate Mystery”).
Według danych z kwietnia 2002 album sprzedał się w nakładzie 3 047 076 egzemplarzy na terenie Stanów Zjednoczonych. W Polsce nagrania uzyskały status złotej płyty.

## Lista utworów
1. „Dead” - 1:12 (interludium)
2. „Falling Away from Me” - 4:30
3. „Trash” - 3:27
4. „4 U” - 1:42 (interludium)
5. „Beg for Me” - 3:53
6. „Make Me Bad” - 3:55
7. „It's Gonna Go Away” - 1:30 (interludium)
8. „Wake Up” - 4:07
9. „Am I Going Crazy?” - 0:59 (interludium)
10. „Hey Daddy” - 3:44
11. „Somebody Someone” - 3:47
12. „No Way” - 4:08
13. „Let's Get This Party Started” - 3:41
14. „Wish You Could Be Me” - 1:07 (interludium)
15. „Counting” - 3:37
16. „Dirty” - 7:50

## Twórcy
- Jonathan Davis - śpiew, instrumenty perkusyjne, dudy, programowanie
- James Shaffer - gitara
- Reginald Arvizu - gitara basowa, programowanie
- David Silveria - perkusja
- Brendan O’Brien - produkcja muzyczna
- Brian Welch - gitara